# Bisse
Thorbjørn Radisch Bredkjær (født 19. juni 1987), bedre kendt som Bisse er en dansk sangskriver og musiker. Bisse var tidligere aktiv som sangskriver i bandet Spillemændene, men startede så sin solokarriere i 2014 med EP'en ER VI PÅ?, efterfulgt af debutpladen, PMS, i 2015. PMS var første del af den såkaldte blod-trilogi, som også består af Umage og Happy Meal. I 2016 kom Højlandet, som var første skud i hans Danmarks-trilogi, som blev fuldendt med 19. 6. 87 (2017) og Tanmaurk (2018). Sidstnævnte blev indspillet i samarbejde med symfoniorkestret Copenhagen Phil.
Bisse tiltrak i 2016 megen opmærksomhed fra diverse musikpublikationer for sine usædvanligt hyppige udgivelser.

## Diskografi
- ER VI PÅ? EP(2014)
- PMS (2015)
- Umage (2015)
- BITCHIN (2015)
- Happy Meal (2016)
- Big Tasty EP (2016)
- Højlandet (2016)
- 19. 6. 87 (2017) [5]
- BIZZIN (2018)
- Tanmaurk (2018)
- Tanzmaus (2019)
- cobid-20 (2020)
- Tårefilm (2020)
- Homunculus (2022)
- Traumecentret (2023)